# Lauren Bertolacci
Lauren Bertolacci, född 26 januari 1985 i Keilor Downs, Australien, är en volleybollspelare och tränare. 
Bertolacci spelade med Australiens damlandslag mellan 2005 och 2015 och spelade under samma period med olika klubbar i Europa. Hon avslutade sin spelarkarriär 2015 och gick direkt över till att bli tränare, först för Volley Luzerns herrlag och senare för NUC Volleyballs damlag. Sedan 2022 är hon förbundskapten för Schweiz damlandslag.